# Copidosoma virescens
Copidosoma virescens är en stekelart som beskrevs av De Santis 1972. Copidosoma virescens ingår i släktet Copidosoma och familjen sköldlussteklar. Inga underarter finns listade i Catalogue of Life.